# Clitunno (mitología)

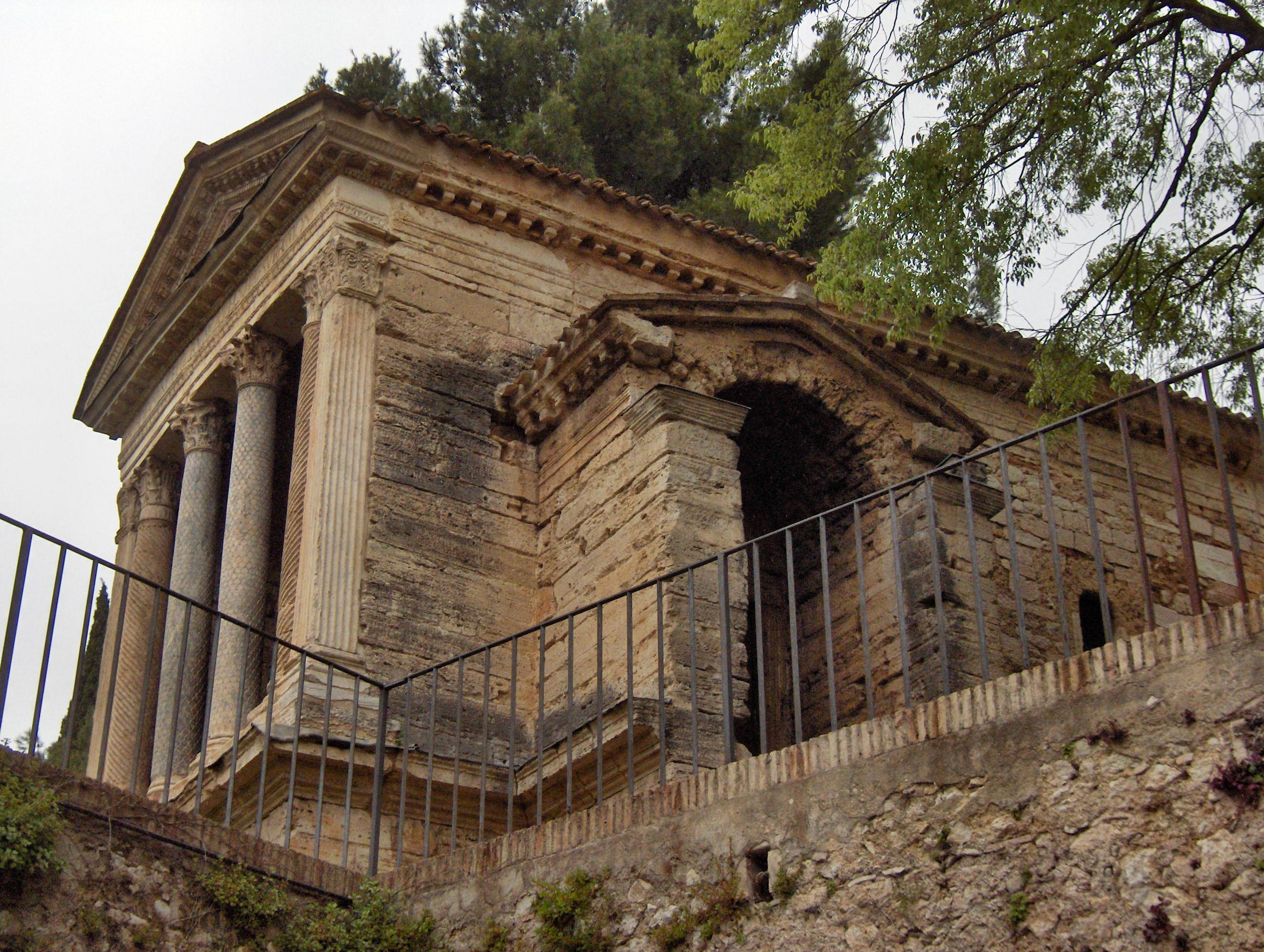
Templo de Clitunnus en Trevi

Clitunno / Clitunnus en latín original, también llamado Clitumno, es el dios o numen fluvial romano del río del mismo nombre en la Umbría, hijo de los dioses marinos Océano y Tetis.
El río Clitunno nace de cuantiosas fuentes al pie de las montañas en Campello sul Clitunno y fluye sesenta kilómetros cerca de Espoleto a través de la llanura de la Umbría este, pasando por un bosquecillo de cipreses que contenía la estatua, el oráculo y el Templo de Clitunno o Júpiter Clitunno (por donde además transcurre un tramo de la Via Flaminia, el gran camino que lleva de Roma a Rimini), y además por las ciudades de Pissignano, Cannaiola, Trevi y Bevagna para unirse al río Topino, un afluente del Tíber, cerca de Cannara. Aunque su corriente es normalmente lenta, está sometido como muchos otros ríos en la llanura umbra oriental a repentinos desbordamientos: sólo fue dominado completamente en el siglo XIX, y está contenido mediante diques en gran parte.
Conocido ya en la antigüedad, el numen tutelar del río era el dios Júpiter Clitunno. Lo cita Virgilio en el libro II de sus Geórgicas, que atribuye a sus aguas poderes milagrosos (los bueyes destinados al sacrificio se volvían blancos si se bañaban en sus aguas), hecho que también recordaron Propercio, Silio Itálico, Estacio, Juvenal y Claudiano, mientras que el paisaje idílico que rodeaba al complejo religioso lo describe con detalle en una larga carta Plinio el Joven (VIII, 8). Sus fuentes fueron cantadas por Byron en el libro IV de su Childe Harold y por el poeta italiano Giosuè Carducci en su "Oda a las fuentes del Clitumno".